# Anne Seymour Damer
Anne Seymour Damer (Sevenoaks, 8 de novembro de 1748 - Londres, 28 de maio de 1828) foi uma escultora britânica, considerada uma das grandes artistas de seu tempo no Reino Unido.

## Biografia
Nascida Anne Conway, ela nasceu em Sevenoaks, uma cidade no condado de Kent, em uma família aristocrática. Seu pai era o Marechal de campo Henry Seymour Conway (1721–1795) e sua mãe era Caroline Bruce, sobrenome de solteira Campbell, Lady Ailesbury (1721–1803).
Em 1767, Anne se casou com John Damer, filho de Lorde Milton, que depois viria a ser Joseph Damer, 1º Conde de Dorchester. O casal ganhou de Lorde Milton um presente de casamento de 5 mil libras e depois herdou as fortunas de ambas as famílias. O casal se separou depois de sete anos de casamento e Joseph cometeu suicídio em 1776, depois de contrair várias dívidas. A carreira de Anne enquanto artista começou quando ficou viúva.

## Carreira
Interessada pelas artes desde cedo, ela teve a oportunidade de estudar arte em uma época de profundo preconceito contra as mulheres. O fato de vir de uma família rica foi um fator preponderante para sua dedicação às artes, pois seus pais, que muito a apoiavam, contrataram até um cirurgião, William Cumberland Cruikshank, para poder orientá-la a entender o corpo humano enquanto estudava escultura e arte. Anne escrevia e lia em grego, assinando suas obras dessa forma, o que mostrava aos seus clientes que era instruída.
Parte do seu interesse foi por influência de David Hume, que foi subsecretário de Estado quando o pai de Anne foi secretário de Estado, de 1766 a 1768. Anne foi constantemente encorajada pelo tutor, Horace Walpole, que costumava cuidar da propriedade com as constantes viagens dos pais. Suas primeiras aulas de modelagem foram com Giuseppe Ceracchi e em mármore com John Bacon.
Visitou a Europa constantemente, chegando a ser capturada por piratas e depois libertada sem ferimentos. Esteve em Florença e Nápoles, e quando o Tratado de Amiens, esteve em Paris, com a escritora Mary Berry, onde Anne atraiu a atenção de Napoleão.
Entre os anos de 1784 e 1818, Anne expôs 32 trabalhos como membro honorário da Royal Academy. Seu trabalho consistia basicamente de bustos em estilo neoclássico, desenvolvido primeiro com modelos em cera e terracota, para depois serem feitos definitivamente em mármore ou bronze. Muitos de seus amigos serviram de modelo para suas obras, além de encomendas para proeminentes figuras políticas da época, por conta das conexões de seu pai.

## Vida pessoal
Muitas fontes indicam que Anne teve um relacionamento com a escritora Mary Berry, com quem viveu junto em seus últimos anos. Até mesmo em seu casamento o seu gosto pelas companhias femininas e o costume de usar roupas masculinas eram fofoca frequente entre seus detratores, como Hester Thrale, que também dizia que Anne teve um relacionamento amoroso com a atriz irlandesa Elizabeth Farren.

## Morte
Anne vivia em York House, em Twickenham desde 1818 e morreu em 28 de maio de 1828 em sua casa em Londres, aos 79 anos. Ela foi sepultada na igreja de Sundridge, em Kent, junto de suas ferramentas, seu avental e as cinzas do seu cachorro favorito.

## Galeria

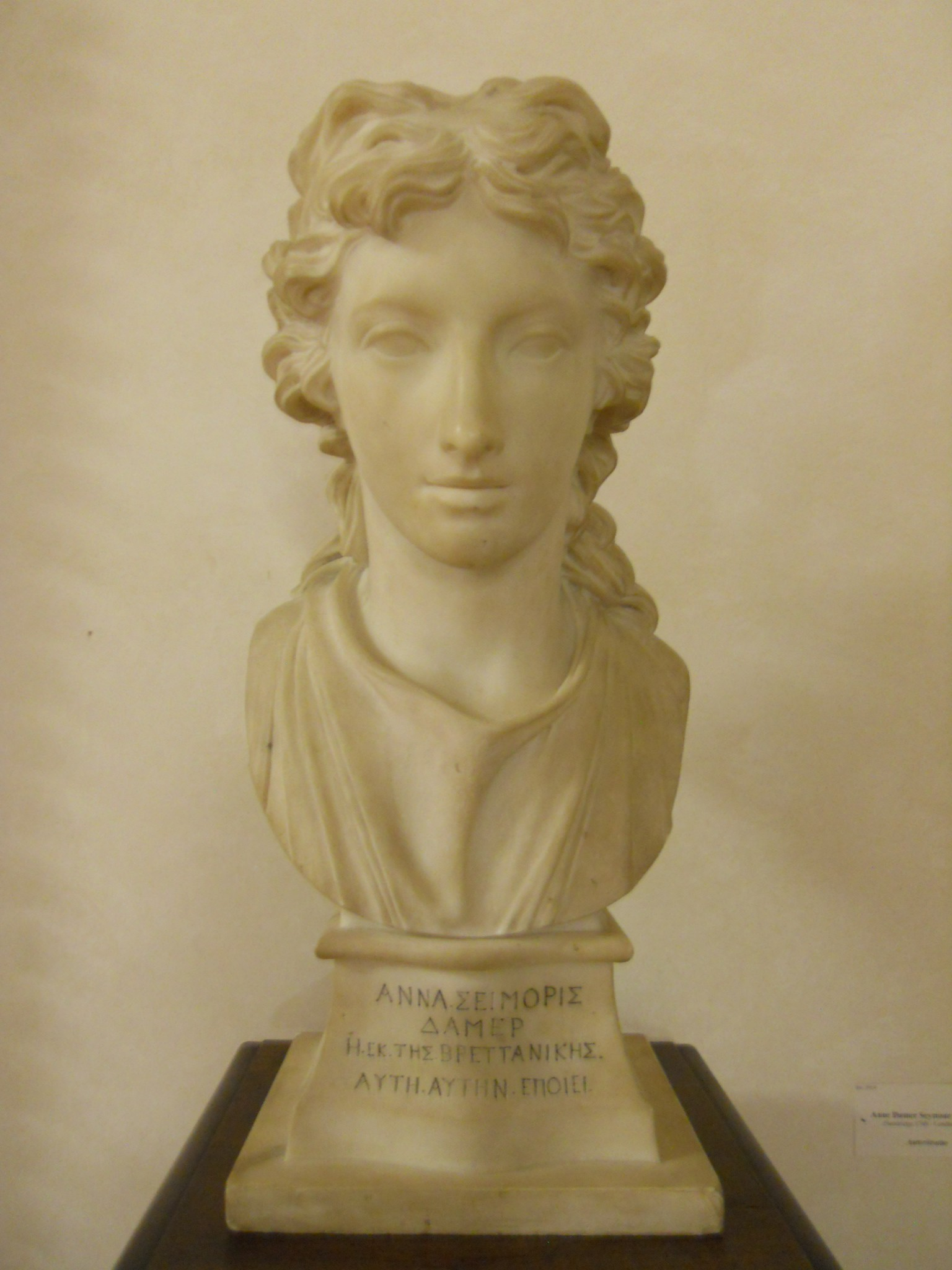
Auto-retrato. Galeria Uffizi
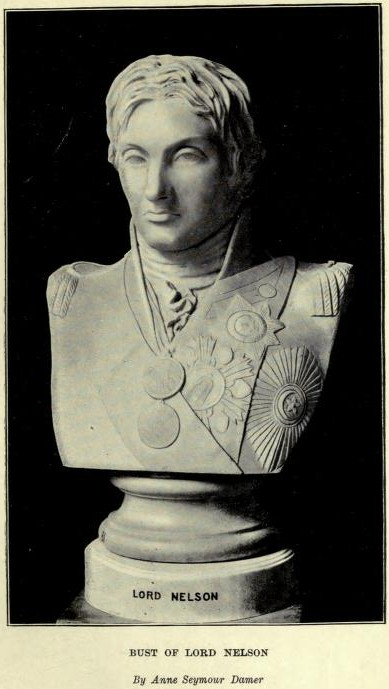
Busto de Lord Nelson, antes de 1828
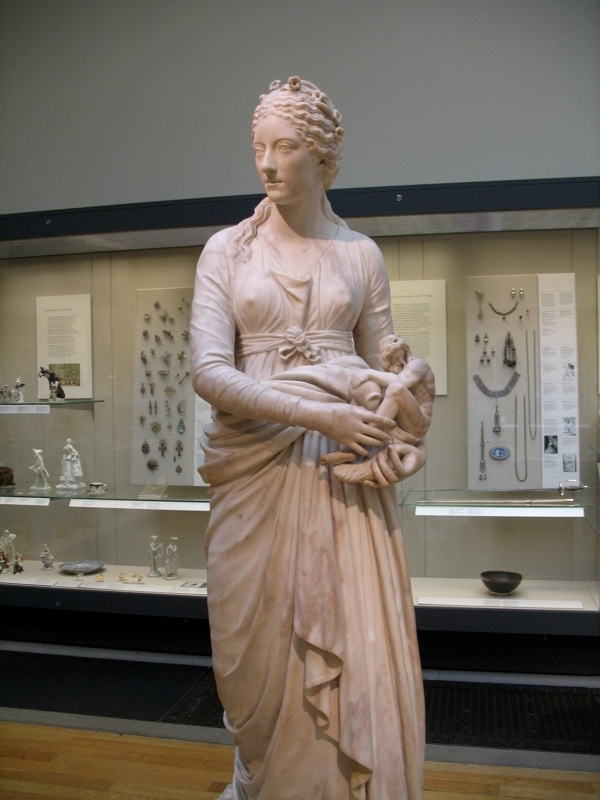
Estátua de Anne Seymour Damer, mármore, cerca de 1777
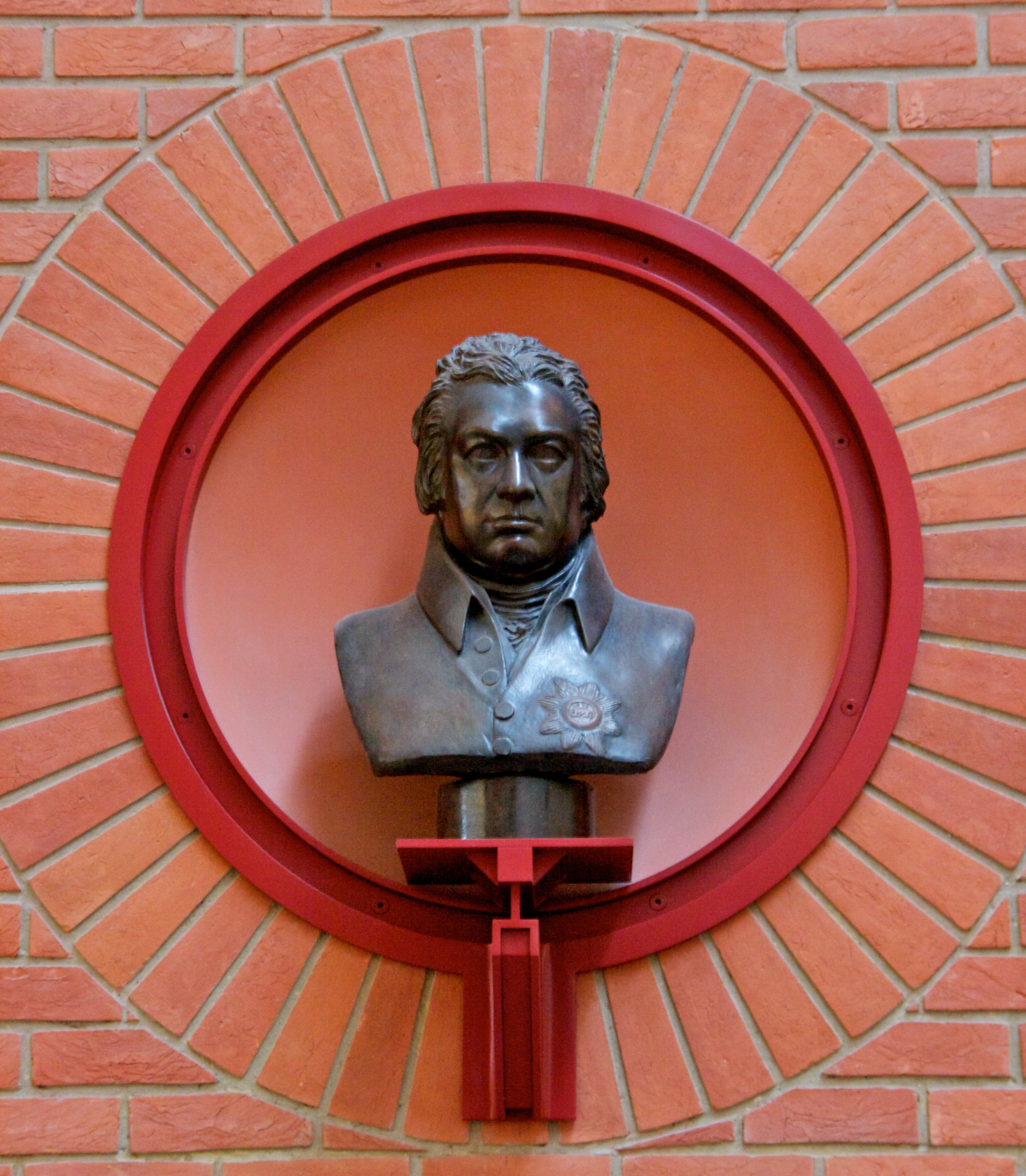
Busto de Sir Joseph Banks. British Library
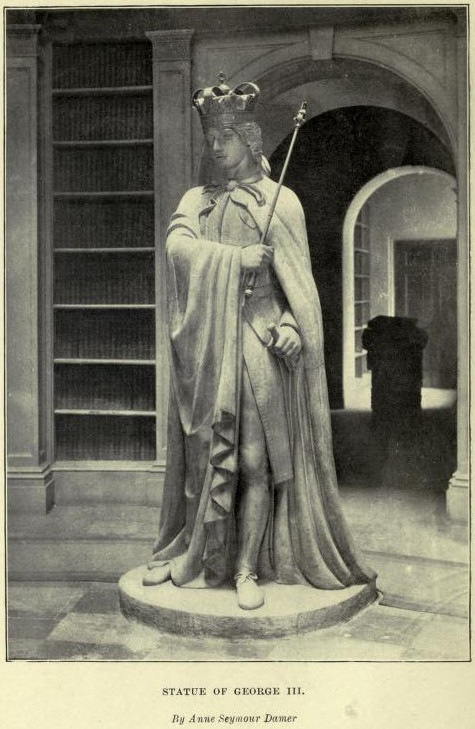
Estátua de George III, antes de 1828
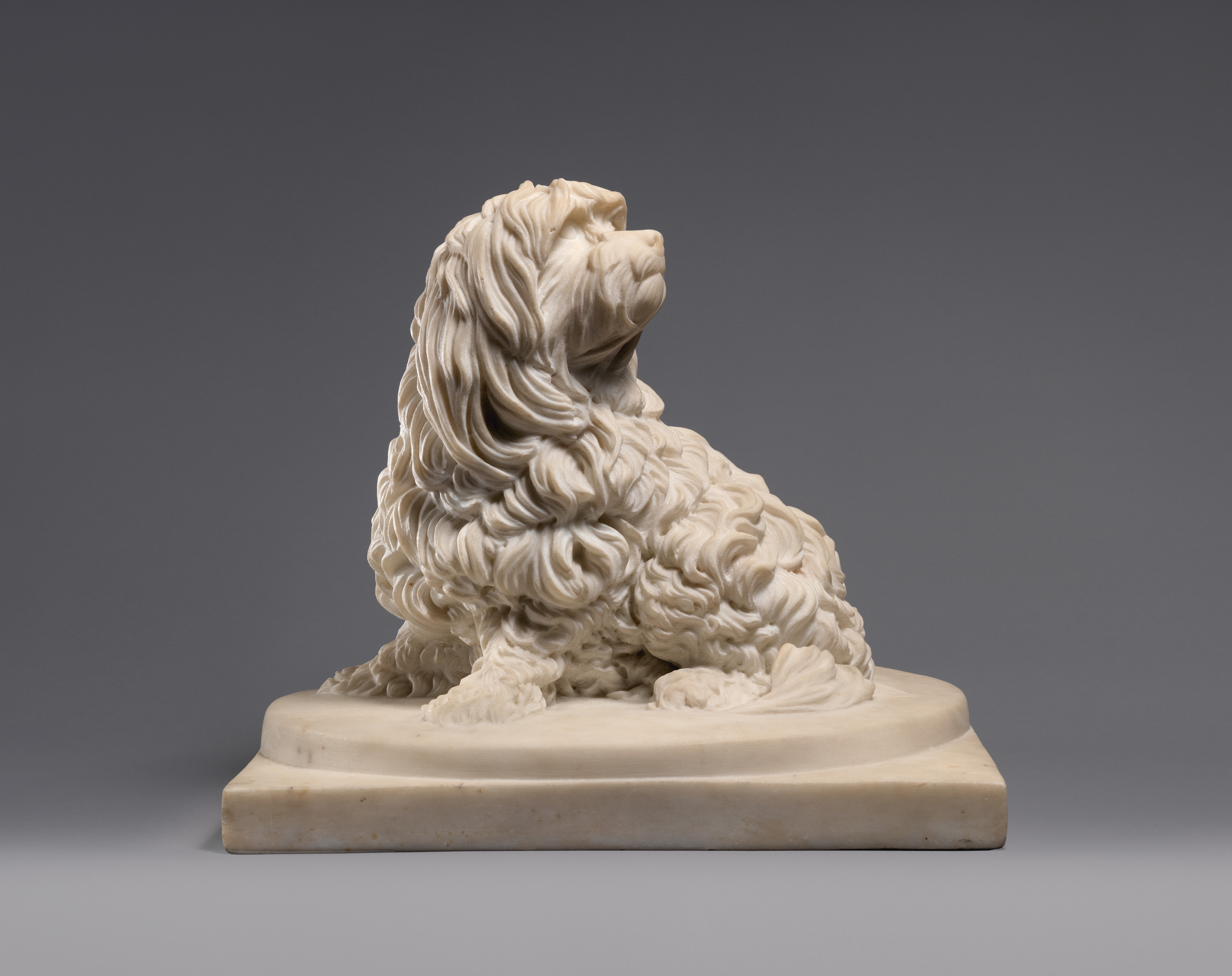
Escultura de Shock Dog, cachorro maltês de Anne. Mármore, 1782